# ウクライナ正教会・キエフ総主教庁
ウクライナ正教会・キエフ総主教庁（ウクライナ語: Українська Православна Церква - Київського Патрiархату, УПЦ-КП／英語: Ukrainian Orthodox Church – Kiev Patriarchate, UOC-KP）は、ウクライナにかつて存在した正教会の一つである。2018年、新生「ウクライナ正教会 (2018年設立)」の発足に伴い解消した。

## 概要
ウクライナ正教会・キエフ総主教庁は、ウクライナの全キリスト教会の中で最も信者数の多い教会である。その首座教会は、ウクライナの首都キーウにある聖ヴォロディームィル大聖堂に置かれている。SOCISによる調査によれば、ウクライナの全人口の32.4%に当たる人々が、ウクライナ正教会・キエフ総主教庁に所属すると回答している。
ウクライナ正教会・キエフ総主教庁は、モスクワ総主教庁系のウクライナ正教会を含む、他の全世界のコンスタンティノープル総主教庁との一致にある教会からは承認されていなかったが、2014年にロシアがクリミア半島を併合したことによる反露感情の高まりを背景に、ウクライナ正教会の管轄権を主張するロシア正教会からの分離独立を求める運動が起こり、2018年10月11日にコンスタンティノープル総主教庁が独立を承認した。また、ウクライナ正教会・キエフ総主教庁はキエフ総主教に率いられているが、ロシア正教会から破門されていたフィラレート総主教を承認している正教会は長らく存在していなかった。しかし、コンスタンティノープル総主教庁による独立承認を受けて、各正教会もキエフ総主教らを宗教法上の主教と認めた。
その一方、多くの正教会の教会は教義の一致に基づくウクライナ正教会・キエフ総主教庁の、聖体礼儀（聖餐）の有効性を含む機密の有効性については否定はしておらず、相互領聖も行われている。ただし、他の地域の正教会の神品（聖職者）がウクライナ正教会・キエフ総主教庁の神品と共同して奉神礼にあたる事が出来るかどうかは、当該教区を管轄する主教の判断による。
正教会は一カ国に一つの教会組織を置くことが原則だが（ウクライナ正教会以外の例としてはロシア正教会、ギリシャ正教会、ルーマニア正教会、日本正教会など。もちろん例外もある）、これら各国ごとの正教会が異なる教義を信奉しているわけでは無く、同じ信仰を有している。

## 歴史
1990年6月に、在米国ウクライナ正教会の府主教ムスティスラウ (Mstyslav (Skrypnyk)) が「ウクライナと全ルーシの総主教」の称号で、ウクライナ独立正教会の首座主教に選出された。総主教ムスティスラウはウクライナ独立正教会を創設した主教たちのうちの最後の生き残りであった。11月には聖ソフィア大聖堂において着座が行なわれた。続いて1992年には、「キエフと全ルーシ＝ウクライナの総主教」の称号で改めて選出され、ウクライナ正教会・キエフ総主教庁が成立した。これはウクライナにおいて初めてのキエフ総主教であったが、2018年にコンスタンティノープル総主教庁がキエフ総主教庁を独立の正教会として認めるまでは、他の正教会から承認を受けることはできなかった。
ムスティスラウ総主教が1993年6月に死去すると、同年10月にはヴォロディームィル (Volodomyr (Romaniuk)) が後継の総主教となった。ヴォロディームィルは1995年に死去した。埋葬式はキーウの聖ソフィア大聖堂で行われ、この際、葬列と警察部隊との間に衝突が起こった。最後の総主教はフィラレートであり、1995年10月に就任した。
2018年12月15日にウクライナ独立正教会と統合し、新生「ウクライナ正教会」が発足した。

### 再独立の主張
2019年6月19日、フィラレート名誉総主教は「会議」を召集し、ウクライナ正教会・キエフ総主教庁の「復活」を一方的に宣言した。
フィラレートはその理由について、「（2018年）12月15日にコンスタンティノープル総主教庁の会議があり、そこにはキーウ（キエフ）府主教区も加わっていたため、私たちは（ウクライナ正教会独立の文書）『トモス』を得るために、形式的にキーウ聖庁の存在を諦めねばならなかった。今回の会議で、私たちはこのキーウ聖庁の廃止を無効化した」と発言した上で、今回の「会議」にてキーウ聖庁の存在を確定させたと発言した。
これに対して、ウクライナ正教会は同日発表した声明で、フィラレートが招集したいわゆる「会議」は意味のないものであり、法的な効力を一切持たないと宣言したほか、フィラレートをウクライナ正教会の構成員として残すとしながらも、キーウ（キエフ）教区を管理する権利を剥奪する決定を6月24日に下した。

## 日本国内における活動
日本事務局が東京都三鷹市にある。